# 北海道道481号上向別浦河停車場線
北海道道481号上向別浦河停車場線（ほっかいどうどう481ごう かみむこうべつうらかわていしゃじょうせん）は、北海道浦河郡浦河町を結ぶ一般道道である。

## 概要

### 路線データ
- 起点：北海道浦河郡浦河町上向別
- 終点：北海道浦河郡浦河町昌平町駅通（JR北海道 日高本線 浦河駅跡）
- 総距離：13.1 km

## 歴史
- 1965年（昭和40年）3月26日 - 路線認定[1]。

## 路線状況

### 重複区間
浦河町
- 上向別（北海道道746号高見西舎線）
- 向別 - 向が丘（北海道道1025号静内浦河線）
- 堺町 - 昌平町（国道235号）

## 地理

### 通過する自治体
- 日高振興局
  - 浦河郡浦河町

### 主な接続道路
浦河町
- 北海道道746号高見西舎線 - 上向別（重複）
- 北海道道1025号静内浦河線 - 向別、向が丘（重複）
- 国道235号 - 堺町、昌平町（重複）

### 沿線にある施設など
浦河町
- 北海道開発局 室蘭開発建設部 浦河道路事務所 - 堺町4丁目8-8-1